# Grota w Rzędach
Grota w Rzędach – jaskinia, a właściwie schronisko, w Dolinie Kościeliskiej w Tatrach Zachodnich. Wejście do niej położone jest w zboczu Rzędów Tomanowych opadającym do Doliny Tomanowej, powyżej Kazalnicy, w pobliżu jaskiń: Szczelina przy Tomanowym Okapie, Tomanowy Okap, Okno nad Tomanową i Rzędowa Szczelina, na wysokości 1991 metrów n.p.m. Długość jaskini wynosi 4,5 metrów, a jej deniwelacja 2 metry.

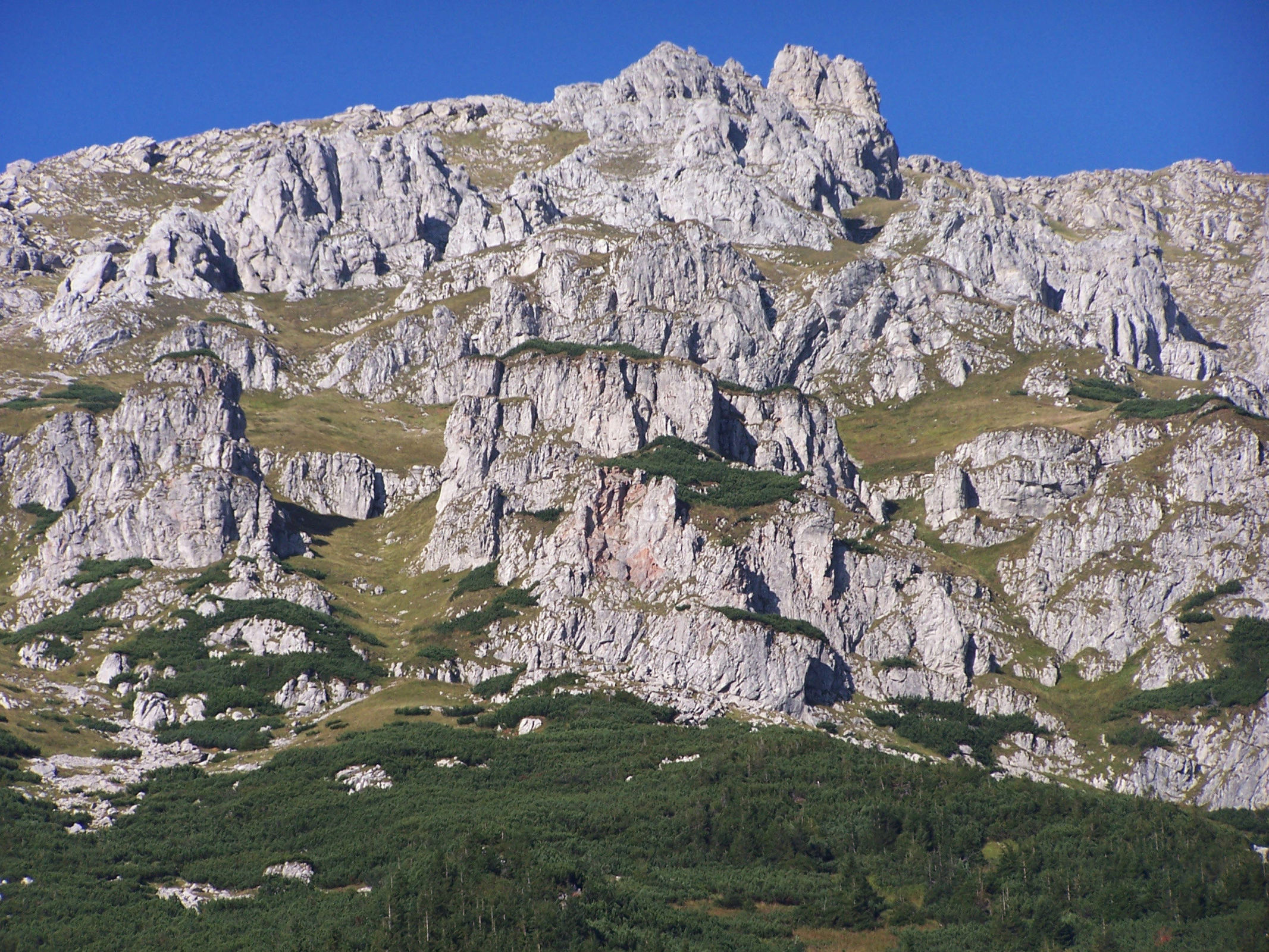
Rzędy Tomanowe

## Opis jaskini
Jaskinię stanowi mała salka (2 x 3 m) do której prowadzi niewielki otwór wejściowy.

## Przyroda
W jaskini brak jest nacieków. Ściany są mokre, przy otworze wejściowym rosną trawy, porosty, glony i mchy. Na dnie salki leży śnieg.

## Historia odkryć
Jaskinię odkryli, a także sporządzili jej pierwszy plan i opis, S. Gołosz i J. Nowak w czerwcu 2008 roku. 